# Josef Sanktjohanser
Josef Sanktjohanser (* 28. September 1950 in Wissen an der Sieg, Westerwald) ist ein deutscher Manager, ehemaliges Vorstandsmitglied der Rewe Group und war von 2006 bis 2022 Präsident des Handelsverband Deutschland (HDE).

## Biografie
Nach einem Studium der Betriebswirtschaftslehre mit Abschluss Diplom-Kaufmann war Sanktjohanser geschäftsführender Gesellschafter in der mittelständischen Lebensmittel-Einzelhandelskette seiner Eltern im Siegerland („PETZ“, seit 1996 unter der Firmierung „Petz Rewe“ mit Kapitalbeteiligung der Rewe Group von 50 %, größter selbstständiger Rewe-Händler Deutschlands; die Familie hält den restlichen Anteil von 50 %, geschäftsführende Gesellschafterin ist Nichte Maike Sanktjohanser).
1986 wurde er Geschäftsführer der REWE-Handelsgesellschaft Koblenz. Von 1991 bis Februar 2004 leitete er die REWE West und war in weiteren Führungspositionen als Niederlassungsleiter und Geschäftsführer in der REWE-Gruppe tätig. Mit Wirkung zum 1. März 2004 wurde er Vorstandsmitglied der „REWE-Zentral AG“ und der „REWE-Zentralfinanz eG“ („REWE GROUP“), Köln. Er war dort verantwortlich für die Geschäftsfelder REWE, Billa, Fachmärkte (toom Baumärkte und ProMarkt) und B2B, zuletzt Unternehmenskommunikation, Public Affairs und Konzernmarketing. Mitte 2012 wurde Sanktjohanser aus dem Vorstand in den Ruhestand verabschiedet.
Nach seiner Verabschiedung in den Ruhestand widmet sich Sanktjohanser wieder verstärkt unternehmerischen Aufgaben u. a. im Familienunternehmen PETZ REWE GmbH in Wissen. Er ist Mitglied im Aufsichtsrat und Präsidium der SIGNAL-IDUNA-Gruppe sowie Verwaltungsrat der Transgourmet AG Schweiz. Seit November 2015 ist er in zusätzlicher politischer Funktion als Vizepräsident der Bundesvereinigung der Deutschen Arbeitgeberverbände (BDA) aktiv. Im weiteren Sinne gehört zu der politischen Tätigkeit die Mitgliedschaft im Präsidium der Zentrale zur Bekämpfung unlauteren Wettbewerbs e.V. Seit 2009 ist er Präsident des Instituts für Handelsforschung an der Universität Köln.
Von 2007 bis 2019 begleitete Sanktjohanser diverse Führungs- und Beratungsfunktionen in den Gremien des 1. FC Köln e.V.
Sanktjohanser wurde 2005 Mitglied im HDE-Vorstand. Von Oktober 2005 bis Oktober 2006 war er Vizepräsident. Bereits seit Frühjahr 2006 designiert, wurde Sanktjohanser mit Wirkung 1. Dezember 2006 zum amtierenden HDE-Präsident gewählt. Er war Nachfolger von Hermann Franzen, der für eine Wiederwahl nicht mehr zur Verfügung stand. Nach 16 Jahren Amtszeit verkündete er 2022 seinen Rückzug.